# Баррі Сток
Баррі Джеймс Сток (англ. Barry James Stock; 24 квітня 1974, Норвуд, Онтаріо, Канада) — канадський гітарист і електрогітарист гурту Three Days Grace.

## Біографія
Має трьох старших братів і одну старшу сестру. Гурти Led Zeppelin, Black Sabbath і Tool найбільше вплинули на кар'єру майбутнього музиканта. В 2006 році одружився з Хезер.
В 2003 році познайомився з учасниками гурту Three Days Grace — Адамом Гонтьє, Нілом Сандерсоном та Бредом Уолстом, незадовго після релізу їх першого студійного альбому. Супроводжував Three Days Grace під час їх турне у підтримку альбому «Three Days Grace».
13 червня 2006 вийшов другий альбому гурту Three Days Grace і дебютна праця Баррі — «One-X». Пісні «Animal I Have Become», «Pain», «Never Too Late» і «Riot» стали синглами альбому. Випустивши альбом, Баррі багато гастролював з гуртом. В серпні 2008 року гурт випустив свій перший DVD з концертом в Детройті, Мічиган, США.
22 вересня 2009 року вийшов третій альбом гурту — «Life Starts Now». В піснях альбому збільшилась кількість соло на електрогітарі, які належать саме Баррі Стоку. Чотири пісні альбому стали синглами: «Break», «The Good Life», «World So Cold» і «Lost In You».
2 жовтня 2012 року вийшов четвертий студійний альбом гурту — «Transit of Venus». Синглами стали пісні «Chalk Outline», «The High Road» і «Misery Loves My Company». 9 січня 2013 року соліст Three Days Grace — Адам Гонтьє, покинув гурт .

## Роботи
Three Days Grace:
- Three Days Grace (2003)
- One-X (2006)
- Life Starts Now (2009)
- Transit of Venus (2012)
- Human (2015)
- Outsider (2018)